# 二位
二位（にい）は、日本の位階及び神階における位の一つである。複数の異なる制度で使われた。律令制および近現代の位階制では、正二位と従二位の総称である。

## 諸王の位
天武天皇元年（672年）に壬申の乱で勝利し、翌年（673年）2月27日に即位した天武天皇は、臣下に与えた冠位とは別に、皇子を除く皇族王に三位、四位などの位を与えた。この諸王の位がいつ制定されたかは不明である。
実際の叙位は、天武天皇8年（679年）3月9日に吉備大宰石川王が死後贈位されたことが知られるだけである。一位の例は知られていない。

## 律令
大宝律令以降の日本の律令制では、正二位と従二位の二つの位階があり、二位はその総称である。

## 近現代の位
近現代の制度でも引き続き正二位と従二位が置かれた。